# 2786 Grinevia
2786 Grinevia eller 1978 RR5 är en asteroid i huvudbältet som upptäcktes den 6 september 1978 av den rysk-sovjetiske astronomen Nikolaj Tjernych vid Krims astrofysiska observatorium på Krim. Den har fått sitt namn efter den ryske författaren Aleksandr Grin.
Asteroiden har en diameter på ungefär tio kilometer och den tillhör asteroidgruppen Eunomia.